# Brials
Les brials (Bryales) són un ordre de molses. Les brials són molses acrocàrpiques. El seu peristoma és del tipus Bryum.
Anteriorment aquest ordre, en sentit ampli, incloïa els Rhizogoniales, però actualment es fa servir en sentit estricte.